# Автошлях Т 2620
Автошля́х Т 2620 — автомобільний шлях територіального значення у Чернівецькій області. Пролягає територією Чернівецького району через Брусницю — Нижні Станівці — Нову Жадову. Загальна довжина — 20,1 км.

## Маршрут
Автошлях проходить через такі населені пункти:
| Автошлях Т 2620     |        |
| Чернівецька область |        |
| Чернівецький район  |        |
| Брусниця            | Т 2601 |
| Кальнівці           |        |
| Нижні Станівці      |        |
| Брусенки            |        |
| Нова Жадова         | Р62    |